# Gymnasium am Steinwald
Das Gymnasium am Steinwald (GaS) ist ein Gymnasium in Neunkirchen (Saarland) mit mathematisch-naturwissenschaftlichem und sprachlichem Zweig. Es befindet sich in Trägerschaft des Landkreises Neunkirchen.

## Geschichte

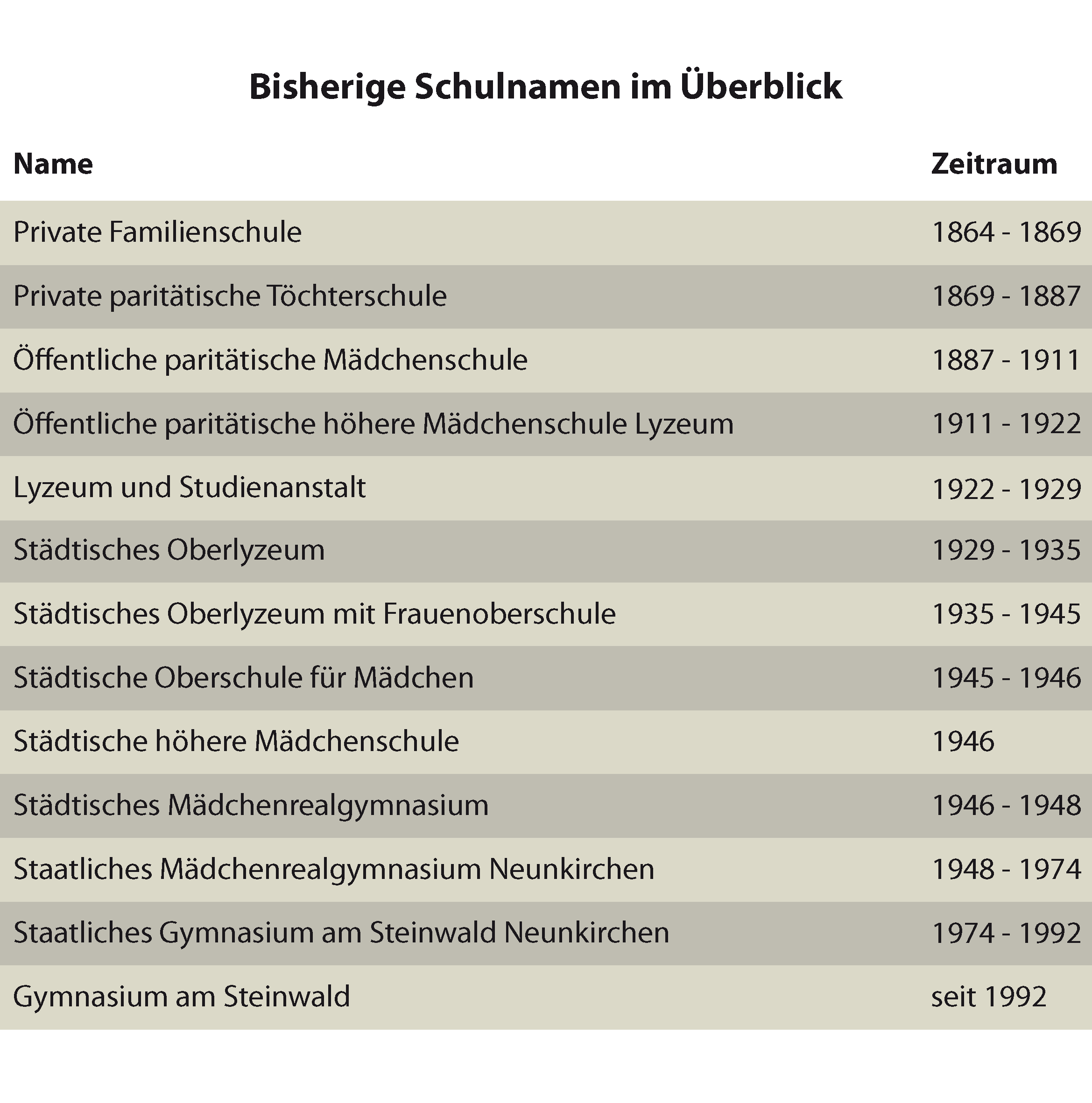
Die bisherigen Schulnamen des GaS seit der Gründung 1864 (Stand: Dez. 2011).

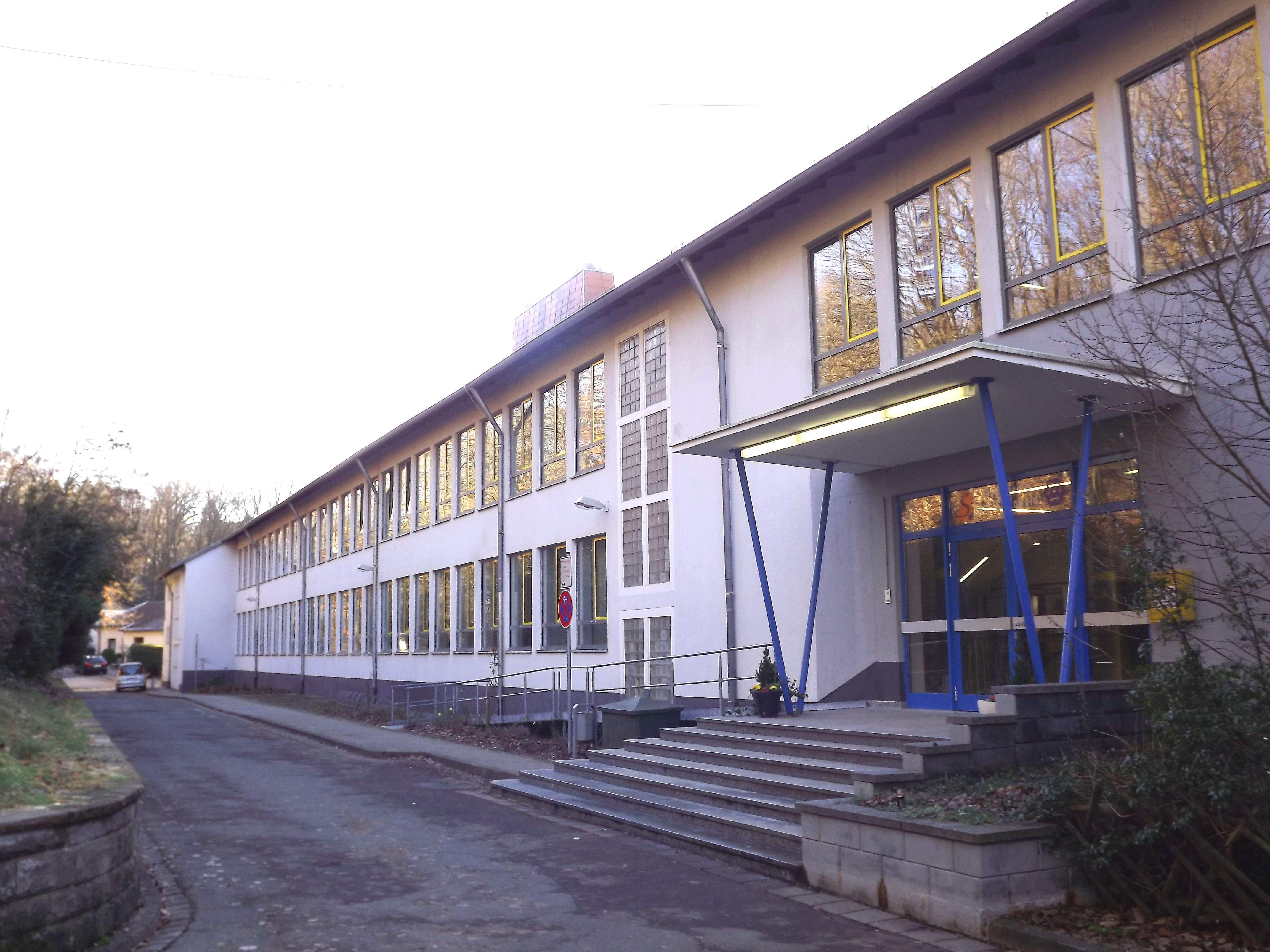
Hauptgebäude des GaS (Jan. 2012).

Mit Gründung der Privaten Familienschule im Jahre 1864 durch Carl Ferdinand von Stumm-Halberg beginnt die Geschichte des GaS in Neunkirchen. Getrennt nach Geschlecht wurden Mädchen und Jungen in zwei Klassenräumen für den Besuch einer Höheren Schule ausgebildet. Der Schulstandort in der damaligen Bahnhofstraße wurde bis zum Jahr 1887, dem Übergang der bis dahin privaten Schule in die Trägerschaft der damaligen Gemeinde Neunkirchen, dreimal gewechselt: 1881 zog man im Viktoriakrankenhaus ein, 1884 wurde ins Hause Sprenger gewechselt und ab 1886 fand der Unterricht im Haus des Brauereibesitzers Friedrich Schmidt statt. Die Öffentliche paritätische Mädchenschule wurde 1911, unter Leitung des Direktors Arnold Knoke, zur Öffentlichen paritätischen höheren Mädchenschule.
Die Zeit ab 1900 ist von einer Fragmentierung der Schule in verschiedene Standorte geprägt: 1919 wurde in der Öffentlichen paritätischen höheren Mädchenschule Lyzeum gleichzeitig in fünf Gebäuden unterrichtet. Da die Schülerzahlen ständig weiter anstiegen, wurde 1933 das Haus Langguth, ab 1934 weiterhin das Haus Danco belegt. Die wachsende Anzahl an zu unterrichtenden Schülern und der daraus resultierende akute Platzmangel sind Kennzeichen der ersten Jahre bis zum Beginn der NS-Herrschaft im damaligen Deutschen Reich.
Nach dem Ende des Zweiten Weltkriegs wurde im damaligen Städtischen Mädchenrealgymnasium ab 1946 an den Standorten Bachschulhaus sowie Haus Langguth unterrichtet, ehe die 1948 zum Staatlichen Mädchenrealgymnasium Neunkirchen umbenannte Schule ab 1949 im Schloßschulhaus und im Alten Amtsgericht untergebracht war.
Ab 1952 begann der Bau des heutigen Gebäudekomplexes, um der latenten Raumnot entgegenzuwirken. In drei Etappen wurden die heute bestehenden Gebäude bis zum Jahr 1961 bezogen.
Im Jahre 1974 wurde die Schule in Staatliches Gymnasium am Steinwald umbenannt; letztmals erfolgte ein solcher Vorgang 1992 als der heutige Name Gymnasium am Steinwald verliehen wurde.

## Excurriculare Angebote
Neben den verpflichtenden curricularen Inhalten der jeweiligen Fächerkombinationen werden darüber hinaus vielfältige Möglichkeiten der persönlichen Entwicklungsförderung angeboten. Die Angebote umfassen neben dem Bereich des angebotenen Fächerkanon auch Inhalte aus dem Schulleben des GaS.

## Einrichtungen, Unterstützung und Betreuung
Die Schule endet nach Klassenstufe 12 oder für die derzeitigen Schüler der Klassenstufen 5 bis 7 nach Klassenstufe 13 (da im Saarland nun erneut eine G9-Regelung einführt wurde) mit der allgemeinen Hochschulreife (Abitur). Falls ein Verlassen des Gymnasiums zu einem früheren Zeitpunkt notwendig ist, kann – je nach zuletzt besuchter Klassenstufe – eine Gleichstellung mit dem Hauptschulabschluss oder der Mittleren Reife bestätigt werden.
Die Verpflegung wird durch ein schulinternes Bistro mit entsprechend ausgestatteten Verweilmöglichkeiten sichergestellt. Hier wird täglich ein Mittagessen angeboten; daneben sorgen Spezialangebote wie der 'Schnitzeltag' für Abwechslung auf dem Speiseplan.
Um selbständig Recherchearbeiten durchzuführen oder um einfach nur zu stöbern, wurde eine Bibliothek eingerichtet, die umfangreiche Bestände aus zahlreichen Fachrichtungen führt. Nach der Eröffnung im Jahr 2000 umfasst der Bestand aktuell mehr als 2500 Bücher. 2008 wurde die Bibliothek vom Ministerium für Bildung, Familie, Frauen und Kultur als „Beste Schulbibliothek“ ausgezeichnet und das GaS erhielt ein Preisgeld in Höhe von 1500 €.

### Soziale Projekte
Das GaS engagiert sich seit Jahren in unterschiedlicher Ausprägung für Hilfebedürftige. Seit 2005 wird das Programme d’assistance aux familles et aux orphelins (dt.: Hilfsprogramm für Familien und Waisen) des Kirchenkreises Saar-Ost mit Geld und akut benötigten Materialien unterstützt. Hierdurch werden vornehmlich nachhaltige Projekte in Ruanda gefördert, wodurch die Lebensgrundlage der dort lebenden Menschen verbessert werden soll.
Das erstmals im Schuljahr 2011/2012 durchgeführte Projekt GaS goes Rock soll zukünftig die finanzielle Ausstattung schaffen, um konstant monetäre Unterstützungsleistungen erbringen zu können. Die Gewinne aus der Musikveranstaltung fließen an das Ruanda-Hilfsprogramm und tragen so dazu bei, die soziale Ausrichtung des GaS fortwährend institutionell zu festigen.
Die im Rahmen des Seminarfachs Nachhaltige Geschäftsidee gegründete Schülerfirma Rentables Brett unterstützt ebenfalls das Ruanda-Hilfsprogramm. Die Firma bietet Regalfläche an, die gemietet werden kann, um eigene Produkte anzubieten und zu verkaufen. Neben den Mieteinnahmen erhält die Schülerfirma eine Provision auf den Verkaufserlös. Die Gewinne fließen vollständig in das Ruanda-Hilfsprogramm. Da die Geschäftsidee auf dem Nachhaltigkeitsgedanken basiert, können nachfolgende Schülergenerationen den Betrieb erhalten, indem die Positionen im Schülerunternehmen stets durch jüngere Schüler besetzt werden.

### Das „5-Säulen-Förderkonzept“

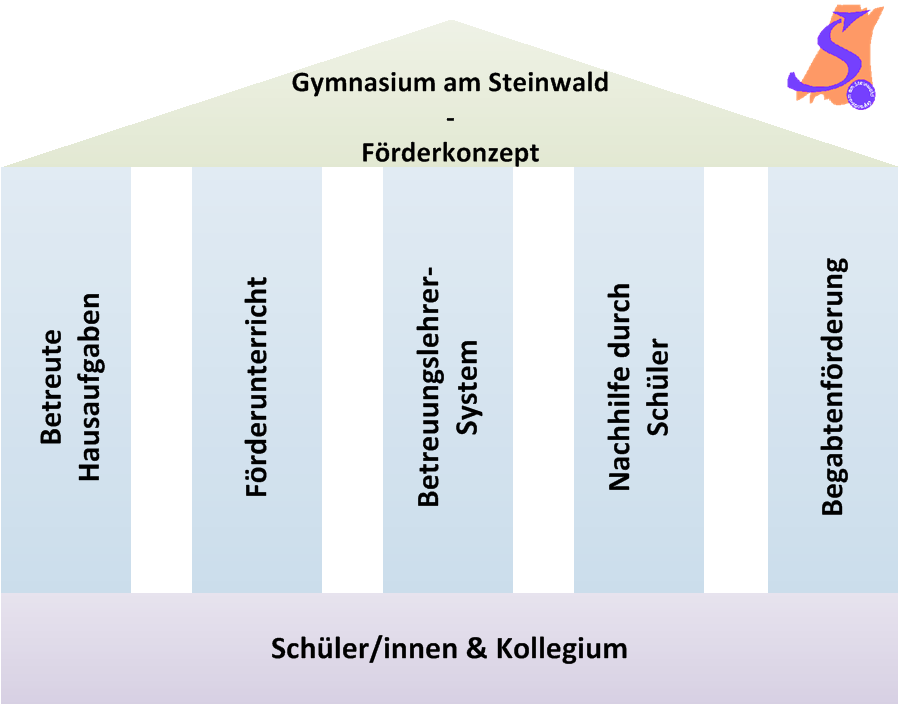
Das „5-Säulen-Förderkonzept“ am Gymnasium am Steinwald (Stand: Dez. 2011).

Am GaS wurde ein Konzept entwickelt, welches vielseitigen Lebenslagen und Ansprüchen gerecht wird und umfassende prophylaktische und akute Möglichkeiten der Hilfe und Förderung bietet.
| Bezeichnung             | Beschreibung |
| ----------------------- | --- |
| Betreute Hausaufgaben   | Es wird die Möglichkeit gegeben, unter Aufsicht von Fachlehrern die Hausaufgaben bereits in der Schule anzufertigen |
| Förderunterricht        | Bei Leistungsschwächen in einem Hauptfach kann in den Klassenstufen 5 bis 8 der Förderunterricht zum Ausgleichen von Lernrückständen genutzt werden                                                                                 |
| Betreuungslehrer-System | Bei einem Versetzungsvermerk auf dem Halbjahreszeugnis kann ein eigener Betreuungslehrer gewählt werden, der individuelle Beratung gewährleistet. Hierdurch werden versetzungsgefährdete Schüler individuell und intensiv gefördert |
| Nachhilfe durch Schüler | Bei Leistungsschwächen kann mit einem Mitschüler individuelle Nachhilfe vereinbart werden, die im Schulgebäude stattfindet |
| Begabtenförderung       | Um Leistungsstärken weiter auszubauen können zahlreiche über den verbindlichen Stundenplan hinausgehende Veranstaltungen besucht werden. Neben Arbeitsgemeinschaften stehen auch zahlreiche Wettbewerbe zur Auswahl                 |

### Welt des Lernens
Über die Jahre hinweg hat sich das Konzept Welt des Lernens (WdL) am GaS fest etabliert. Hierbei werden Fähigkeiten und Fertigkeiten hinsichtlich der individuellen Lern-, Arbeits- und Durchführungsmethodik von den Schülerinnen und Schülern erworben.
Die Konzeption sieht in den einzelnen Klassenstufen unterschiedliche Inhalte vor, um letztlich ein umfangreiches methodisches Repertoire anhand zu geben.
| Welt des Lernens | Welt des Lernens                                                                             | Welt des Lernens                                                                             |
| Klassenstufe     | Inhalte                                                                                      | Inhalte                                                                                      |
| ---------------- | -------------------------------------------------------------------------------------------- | -------------------------------------------------------------------------------------------- |
| Klassenstufe 5   | - Ordnung am Arbeitsplatz - Hausaufgaben - Kommunikationsregeln                              | - Klassenarbeiten - Zeitplanung I - Lernstrategien                                           |
| Klassenstufe 6   | - Nachschlagen - Visualisierungstechniken I: Mind-Map - Lesetechniken: 5-Schritt-Lesemethode | - Nachschlagen - Visualisierungstechniken I: Mind-Map - Lesetechniken: 5-Schritt-Lesemethode |
| Klassenstufe 7   | - Zeitplanung II - Gruppenarbeit - Visualisierungstechniken II: Diagramme, Skizzen           | - Zeitplanung II - Gruppenarbeit - Visualisierungstechniken II: Diagramme, Skizzen           |
| Klassenstufe 8   | - Referate I: Vortragstechnik                                                                | - Referate I: Vortragstechnik                                                                |
| Klassenstufe 9   | - Referate II: Informationsbeschaffung, Aufbau                                               | - Referate II: Informationsbeschaffung, Aufbau                                               |
| Klassenstufe 10  | - Textexzerpt - Unterrichtsmitschrift                                                        | - Textexzerpt - Unterrichtsmitschrift                                                        |

## Freiwillige Ganztagsschule
Seit dem Schuljahr 2011/2012 bietet das GaS eine freiwillige Ganztagsbetreuung an. Kompetente Betreuung durch pädagogisch ausgebildetes Fachpersonal, die Möglichkeit der beaufsichtigten Anfertigung von Hausaufgaben sowie zahlreiche Freizeitangebote bieten einen angemessenen Rahmen zur Bewältigung dieser anspruchsvollen Aufgabe.

## Schulpartnerschaften
Der Austausch mit dem Partnercollège in Montigny-lès-Metz ist klassen- und jahrgangsstufenübergreifend, das heißt, es können Interessierte aller Klassen der Jahrgangsstufe 6 bis 9 teilnehmen.
| Schulpartnerschaften des Gymnasiums am Steinwald | Schulpartnerschaften des Gymnasiums am Steinwald | Schulpartnerschaften des Gymnasiums am Steinwald | Schulpartnerschaften des Gymnasiums am Steinwald | Schulpartnerschaften des Gymnasiums am Steinwald |
| ------------------------------------------------ | ------------------------------------------------ | ------------------------------------------------ | ------------------------------------------------ | ------------------------------------------------ |
| Wappen von Montigny-lès-Metz                     | Montigny-lès-Metz                                | Lothringen, Frankreich                           | Frankreich                                       |                                                  |
| 成都市                                           | Chengdu                                          | Sichuan, China                                   | China                                            |                                                  |

Der erstmals im Jahr 2011 durchgeführte Austausch mit der Partnerschule im chinesischen Chengdu soll weiter intensiviert und dauerhaft installiert werden.

## Bekannte Lehrer
- 1969–1992: Ferdinand Selgrad (1927–2022), deutscher Glas- und Wandmaler, Maler, sowie Mosaikkünstler, der auch in Bronze arbeitet